# Мінскер Карл Самійлович
Мінскер Карл Самійлович (14 червня 1929, Київ — 25 травня 2003, Уфа) — радянський хімік, академік АН РБ (1991), доктор хімічних наук (1967), професор (1969), заслужений діяч науки РРФСР (1987), БАРСР (1977), винахідник СРСР (1973).

## Біографія
Мінскер Карл Самійлович народився 14 червня 1929 році в Києві. У 1952 році закінчив Московський інститут тонкої хімічної технології імені М. В. Ломоносова.
Після закінчення інституту працював молодшим (1953—1959), старшим (1959—1964) науковим співробітником, завідувачем лабораторією Дзержинського галузевого науково-дослідного інституту, організатором і завідувачем (1968—1991).
Із 1991 по 2003 роки — професор кафедри, завідувач проблемної лабораторії (1978—2003) Башкирського державного університету; одночасно науковий керівник лабораторії Інституту хімії БФАН СРСР (1968—1983), академік-секретар Відділення хімії АН РБ (1999—2003).
Наукові напрямки роботи: технічна хімія, хімія високомолекулярних сполук, нафтохімія.
Під керівництвом Мінскера: розроблені теорія деструкції хлорвмісних полімерів, велика кількість високоефективних хімікатів-добавок до полімерів і композицій для матеріалів і виробів; вперше описано явище модифікації каталізаторів Циглера-Натта електродними сполуками при полімеризації алкенів, розроблена теорія про механізм стереорегулювання при полімеризації алкенів і дієнів на каталізаторах Циглера-Натта; виявлено закономірності механізму катіонної полімеризації алкенів; розроблено новий розділ хімічної фізики та теоретичної технології перебігу швидких процесів у турбулентних потоках, що дозволило створити та впровадити в промислове виробництво ряд енерго — і ресурсозберігаючих високопродуктивних технологій на основі малогабаритних трубчастих турбулентних реакторів.
Він створив наукову школу з хімії та технології полімерів. Серед його учнів 11 докторів і 54 кандидата наук.
Академік АН РБ (1991), він був у Відділенні хімії АН РБ

## Праці
Автор понад 1100 наукових робіт, у тому числі 16 монографій, 25 іноземних патентів і понад 300 авторських свідоцтв та патентів РФ, в тому числі:
- книга К. Минскер «Изобутилен и его полимеры». М.: Химия, 1986.
- Новые унифицированные энерго- и ресурсосберегающие высоко-производительные технологии повышенной экологической чистоты на основе трубчатых турбулентных реакторов. М.: ОАО «Нефтехим», 1996 (співавтор).
- Fast Liquid-Phase Processes in Turbulent Flows-Konin-klijke Brill No Leiden, The Netherlands.:VSP, 2004 (співавтор).
- Degradation and Stabilization of Polymers on The Base of Vinyl Chloride. Pergamon Press, 1988;
- Fast Polymerization Processes. Gordon and Breach Publ, 1995 (співавтор)

## Нагороди
Мінскер Карл Самійлович — Лауреат Премії Уряду РФ в області науки і техніки (2004), Державної премії РТ у галузі науки та техніки (2001), премії РАН імені академіка В. О. Каргіна (1999) — За цикл робіт «Макрокінетика швидких хімічних реакцій в турбулентних потоках та її застосування в промисловому синтезі полімерів».
Удостоєний звань «Людина року 1994—1995 рр.» (Біографічний інститут США), «Міжнародна людина року» 1995—1996 рр., (Кембридж, Велика Британія), багаторазовий лауреат ВДНГ СРСР і ВВЦ.
В Уфі на будинку № 1 по вулиці Закі Валіді відкрилася меморіальна дошка професору Карлу Самійловичу Мінскеру.